# 由利本荘アリーナ
由利本荘アリーナ（ゆりほんじょうアリーナ）は、秋田県由利本荘市のアリーナ。由利本荘市が設置し、ミズノが指定管理者として運営している。秋田市でスーパーマーケットを経営する「ナイス」が命名権を取得しており、ナイスアリーナの名称が用いられる。
2018年10月1日に開業し、スポーツやコンサートなどのイベントでは最大5千人を収容できるアリーナとして機能するほか、災害時には一時避難所として2万人、避難所として3千人を収容する避難所などとして活用される。

## 施設
メインアリーナとサブアリーナの他、剣道場、柔道場、トレーニング施設、フィットネススタジオを持つ。またスポーツ団体の合宿施設として使用できるよう、70人程度を収容できる宿泊施設も設けられている。

### メインアリーナ
床面積3,458平方メートル (91m x 38m)。最大収容人員5,000人。

### サブアリーナ
床面積640平方メートル (32m x 20m)。天井が高く開放的であり、バスケットゴールは可動式。ふんだんに木材が使われている。

### 屋根付きグラウンド
人工芝（フットサルコート１面、テニスコート２面）

## 建設までの経緯
アリーナが建設された土地にはもともと国立療養所秋田病院が設置されていたが、2003年に病院が廃止されたため、病院を所管する厚生労働省と秋田県、そして本荘市は病院跡地をスポーツや防災、民間福祉の用途に活用する方針を決定。2005年には本荘市土地開発公社が市に代わって土地を取得した。そして2014年までに由利本荘市が土地を買い戻す予定になっていたが、具体的な活用方法は定まらないままだった。
2009年、由利本荘市の市長に就任した長谷部誠は、買い戻し期限の2014年が迫る中、就任翌年の2010年には土地の利活用について方針を定めるためのプロジェクトチームを設置、2012年には利活用検討委員会を設置した。検討委員会の答申を受けた2013年、市は基本計画を策定。跡地に屋根付きのグラウンドなどの競技施設と、防災の機能を兼ねる公園として整備し、その中心としてアリーナが位置づけられた。
2015年より造成が始まり、2016年にはアリーナ棟の建設が始まる。設計は梓設計と、由利本荘市のアルファ建築コンサルタントによる共同企業体、施工はゼビオアリーナ仙台などアリーナ建設の実績がある佐藤工業が担当した。
男子プロバスケットボールリーグ、Bリーグが発足するにあたり、リーグ加入の条件として「5千人の観客を収容できるアリーナ」が示された際には、秋田県を本拠地とする秋田ノーザンハピネッツにホームアリーナとしての活用を打診したが、クラブ側は周辺の人口や、県庁所在地である秋田市からの距離から難色を示し、クラブは秋田市立体育館をホームアリーナとした。

## イベント開催実績
2018年10月6日と7日には開業記念イベントとして、由利本荘市出身の生駒里奈らが出演する音楽イベント「The 音楽祭」が行われ、2日間でおよそ7千人の観客を集めた。
同年12月には秋田県内初となるFリーグの公式戦が開かれた。

## アクセス

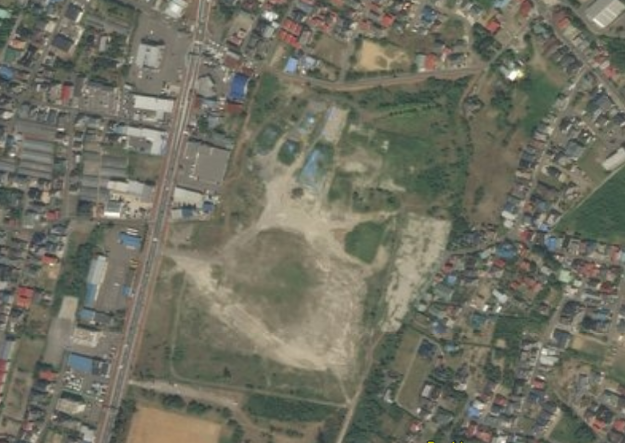
国立療養所秋田病院跡地の状態

- JR羽後本荘駅より、羽後交通市内線、ナイスアリーナ下車。
- JR秋田駅より、羽後交通急行秋田本荘線、ハローワーク本荘前下車。